# Etmal
Etmal je stará holandská jednotka, která byla používána pro měření rychlosti mořských proudů. Byla definována jako rychlost jedné námořní míle (1852 m) za jeden den, tzn.:
1 etmal ≈ 0,021435 m/s

## Další použití této míry
Míra byla nesprávně[zdroj?] používána pro vyjádření vzdálenosti, kterou za 1 den urazilo nějaké konkrétní plavidlo.